# Barbourula busuangensis
Barbourula busuangensis es una especie de anfibio anuro de la familia Bombinatoridae. Está amenazada por la pérdida de hábitat debido a la deforestación y a la fragmentación de sus poblaciones.

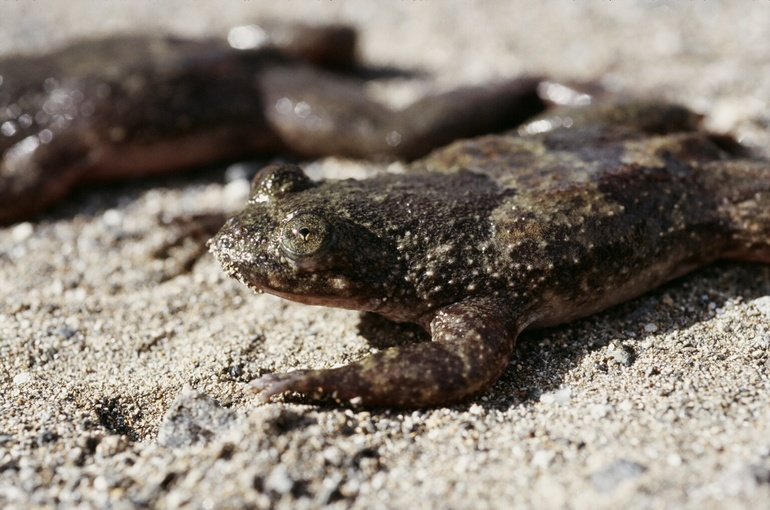
Ejemplares de B. busuangensis.

La rana fue descubierta en el año 1924 por biólogos norteamericanos. Su población se reparte entre las islas de Busuanga, Culión, Balabac y Palawan, todas ellas pertenecientes a Filipinas.
Vive en los arroyos con corrientes rápidas de los bosques de montaña y ríos de bosques tropicales no contaminados.
Su cuerpo es aplanado y suele estar semisumergida lo cual dificulta su identificación y observación en su hábitat natural.